# Palco (Kansas)
Palco es una ciudad ubicada en el condado de Rooks en el estado estadounidense de Kansas. En el año 2010 tenía una población de 277 habitantes y una densidad poblacional de 395,71 personas por km².

## Geografía
Palco se encuentra ubicada en las coordenadas 39°15′10″N 99°33′45″O / 39.25278, -99.56250 (39.252891, -99.562473).

## Demografía
Según la Oficina del Censo en 2000 los ingresos medios por hogar en la localidad eran de $28,036 y los ingresos medios por familia eran $33,500. Los hombres tenían unos ingresos medios de $25,500 frente a los $17,500 para las mujeres. La renta per cápita para la localidad era de $18,519. Alrededor del 14.4% de la población estaban por debajo del umbral de pobreza.